# Phyllanthus albidiscus
Phyllanthus albidiscus là một loài thực vật có hoa trong họ Diệp hạ châu. Loài này được (Ridl.) Airy Shaw miêu tả khoa học đầu tiên năm 1969.